# Iperplasia endometriale
Per iperplasia endometriale, più semplicemente iperplasia dell'endometrio, o endometrio iperplastico, si intende una condizione patologica pre-neoplastica che si caratterizza per la presenza di iperplasia localizzata o diffusa dell'epitelio endometriale.

## Cause
Il trofismo del tessuto endometriale è strettamente dipendente dal contesto ormonale femminile, con ampie variazioni durante uno stesso ciclo mestruale dettate dall'equilibrio tra estrogeni e progesterone. Lo scompenso di questo equilibrio, con aumento della quota estrogenica, comporta una risposta endometriale esuberante e intensa, con maggior numero di mitosi e, in definitiva, iperplasia. Le cause che possono portare a un incremento degli estrogeni sono diverse: obesità (le cellule adipose convertono l'androstenedione in estrone, un estrogeno), Sindrome dell'ovaio policistico (PCOS), tumori a cellule della granulosa (secernenti estrogeni), farmaci, o la stessa terapia sostitutiva post-menopausale.

## Classificazione
La classificazione istopatologica, ottenuta mediate analisi microscopica del prelievo bioptico dell'endometrio affetto da iperplasia, è fondamentale per la stratificazione prognostico-terapeutica di questa condizione patologia. Attraverso l'identificazione di alterazioni citostrutturali o istostrutturali è possibile delineare due grandi categorie diagnostiche:
- Iperplasia endometriale tipica: caratterizzata dalla presenza di iperplasia diffusa dell'epitelio ghiandolare senza preoccupanti alterazioni della struttura delle singole cellule. L'iperplasia endometriale tipica si divide in semplice, nel caso in cui le ghiandole appaiano "cistiche", e complessa, qualora siano presenti numerosi figure mitotiche e "affollamento" cellulare. Il rischio di involuzione complessiva di questi tipi di lesione verso neoplasia endometriale è dell'1,6%.[2]
- Iperplasia endometriale atipica: caratterizzata dalla comparsa di alterazioni quali la perdita di polarità del nucleo, comparsa di nucleoli soprannumerari, disposizione "a rosetta" dei gruppi cellulari e figure mitotiche atipiche. Il rischio di involuzione complessivo verso lesione neoplastica è del 22%.[2]

## Profilo diagnostico
Spesso l'iperplasia endometriale viene diagnostica ricercando la causa di un sanguinamento uterino atipico attraverso l'ecografia transvaginale (endometrio ispessito) o l'isteroscopia. Non è inoltre rara la diagnosi ecografica incidentale durante i controlli di routine. La diagnosi definitiva viene posta in ambito istopatologico nei frammenti bioptici o in altro materiale operatorio.

## Terapia
La terapia farmacologica si basa sull'uso delle mini-pillole, (o POPs), pillole anti-concezionali che contengono il solo progestinico (con o senza sospensione mensile). L'isterectomia è una soluzione drastica e definitiva, riservata a coloro che, nonostante la terapia progestinica o la rimozione mediante isteroscopia operativa, presentino persistenza dell'iperplasia endometriale.